# Three Light Years
Three Light Years je set treh studijskih albumov skupine Electric Light Orchestra (ELO). Set je izšel decembra 1978 in se uvrstil na 38. mesto britanske lestvice albumov.

## Pregled
Prva dva albuma skupine je založba Harvest Records izdala na kompilacijah The Light Shines On (1977) in The Light Shines On Vol 2 (1978), Three Light Years pa vsebuje naslednje tri albume skupine: On the Third Day (1973), Eldorado (1974) in Face the Music (1975). Noben izmed teh treh albumov ni, ob prvi izdaji, dosegel lestvic, kot del seta pa so se.
Set je izšel v modrem paketu, plošče pa so izšle v plastičnih ovitkih. Čeprav je bila v setu britanska verzija albuma On the Third Day, je plošča vsebovala ovitek ameriške izdaje. Set je vseboval še knjižico z besedili in fotografijami.

## Seznam skladb

### On the Third Day
Vse pesmi je napisal in uglasbil Jeff Lynne, razen kjer je posebej napisano.
| Stran 1 | Stran 1                                    | Stran 1 |
| Št.     | Naslov                                     | Dolžina |
| ------- | ------------------------------------------ | ------- |
| 1.      | „Ocean Breakup/King of the Universe‟       | 4:07    |
| 2.      | „Bluebird Is Dead‟                         | 4:24    |
| 3.      | „Oh No Not Susan‟                          | 3:07    |
| 4.      | „New World Rising/Ocean Breakup (Reprise)‟ | 4:05    |

| Stran 2 | Stran 2                                           | Stran 2 |
| Št.     | Naslov                                            | Dolžina |
| ------- | ------------------------------------------------- | ------- |
| 5.      | „Daybreaker‟                                      | 3:51    |
| 6.      | „Ma-Ma-Ma Belle‟                                  | 3:56    |
| 7.      | „Dreaming of 4000‟                                | 5:04    |
| 8.      | „In the Hall of the Mountain King‟ (Edvard Grieg) | 6:37    |

### Eldorado
Vse pesmi je napisal in uglasbil Jeff Lynne.
| Stran 3 | Stran 3                            | Stran 3 |
| Št.     | Naslov                             | Dolžina |
| ------- | ---------------------------------- | ------- |
| 1.      | „Eldorado Overture‟ (instrumental) | 2:12    |
| 2.      | „Can't Get It Out of My Head‟      | 4:21    |
| 3.      | „Boy Blue‟                         | 5:18    |
| 4.      | „Laredo Tornado‟                   | 5:29    |
| 5.      | „Poor Boy (The Greenwood)‟         | 2:57    |

| Stran 4 | Stran 4                | Stran 4 |
| Št.     | Naslov                 | Dolžina |
| ------- | ---------------------- | ------- |
| 6.      | „Mister Kingdom‟       | 5:50    |
| 7.      | „Nobody's Child‟       | 3:40    |
| 8.      | „Illusions in G Major‟ | 2:36    |
| 9.      | „Eldorado‟             | 5:20    |
| 10.     | „Eldorado Finale‟      | 1:20    |

### Face the Music
Vse pesmi je napisal in uglasbil Jeff Lynne.
| Stran 5 | Stran 5        | Stran 5 |
| Št.     | Naslov         | Dolžina |
| ------- | -------------- | ------- |
| 1.      | „Fire on High‟ | 5:30    |
| 2.      | „Waterfall‟    | 4:11    |
| 3.      | „Evil Woman‟   | 4:35    |
| 4.      | „Nightrider‟   | 4:26    |

| Stran 6 | Stran 6            | Stran 6 |
| Št.     | Naslov             | Dolžina |
| ------- | ------------------ | ------- |
| 5.      | „Poker‟            | 3:31    |
| 6.      | „Strange Magic‟    | 4:29    |
| 7.      | „Down Home Town‟   | 3:53    |
| 8.      | „One Summer Dream‟ | 5:47    |